# Ludwig Wolf (Mediziner)

Ludwig Wolf

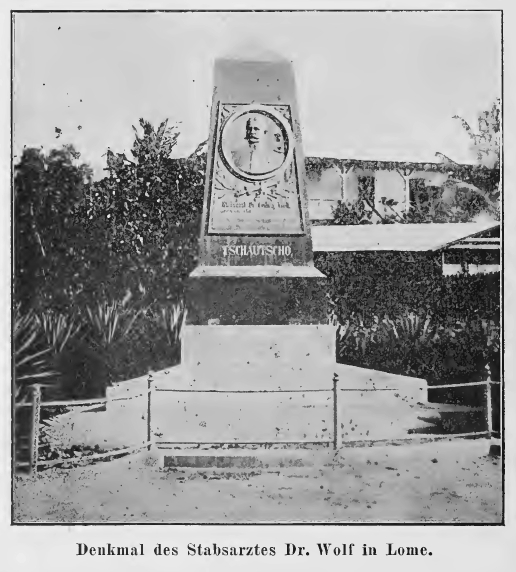
Denkmal für Ludwig Wolf in Lome

Heinrich Ludwig Wolf (* 30. Juni 1850 in Hagen am Teutoburger Wald; † 26. Juni 1889 bei Ndali, Dahomé) war ein deutscher Arzt und Anthropologe.

## Leben
Wolf studierte Medizin in Greifswald und Würzburg. Sein Studium schloss er 1874 mit Staatsexamen und Promotion ab. Er arbeitete zunächst bis 1878 als Schiffsarzt beim Norddeutschen Lloyd und reiste wiederholt in die Vereinigten Staaten. 1879 trat er als Militärarzt in die Sächsische Armee ein und wurde bis zum Stabsarzt befördert. In Leipzig und Nordamerika absolvierte er eine Ausbildung in der Augenheilkunde. Von 1883 bis 1886 nahm er an der durch Hermann von Wissmann geleiteten Kassai-Expedition im Kongo teil. Nach der Erkrankung Wissmanns übernahm Wolf im September 1885 die Führung der Expedition. Von 1886 bis 1888 war er als Stabsarzt in Leipzig tätig. Nach seiner Rückkehr wurde Wolf 1887 zum deutschen Auswärtigen Amt kommandiert, das ihn mit der Erforschung des Hinterlandes der deutschen Kolonie Togo beauftragte. Am 1. Dezember 1887 wurde Wolf zum Reichskommissar für Togo ernannt. Dort gründete er 1888 die Station Bismarckburg, die er durch Pflanzungen zu entwickeln versuchte. Die Station lag jedoch abseits der traditionellen Handelsrouten, so dass sie nach wenigen Jahren verlegt wurde. Als Wolf von Bismarckburg zum mittleren Niger vorstoßen wollte, starb er noch unterwegs an einem durch Malaria verursachten Fieberanfall, anderen Quellen zufolge an einer Vergiftung.

## Sammler
Ludwig Wolf betätigte sich unter anderem im Kongo und in der Kolonie Togo als Sammler für das Völkerkundemuseum Berlin und die „Rudolf-Virchow-Sammlung“. Im Kongo sollte er menschliche Körper vermessen, was jedoch unter der dortigen Bevölkerung auf Widerstand stieß, sodass Wolf Grabraub beging. Nach ihrem gewaltsamen Tod wurden auch die Schädel des Akebu-Königs Tschampa und seiner Mitstreiter Otú und Kontú an Rudolf Virchow übersandt. Außerdem ist bekannt, dass 16 Gegenstände über das Reichskolonialamt in das Völkerkundemuseum Berlin gelangten, darunter der Schlegel einer Fasstrommel. Aus einem Brief des kaiserlichen Auswärtigen Amtes geht hervor, dass Felix von Luschan darauf bestand, dass die von Wolf gesammelten menschlichen Überreste nicht nach dessen Ermessen verteilt werden durften.